# Субмарина «Призрак» (фильм, 1999)
«Субмарина „Призрак“» (англ. Yuryeong) — фильм режиссёра Мин Бёнчхона. Премьера состоялась в 1999 году.

## Сюжет
Узнав о планах Японии поставить на вооружение ядерное оружие, Южная Корея использует сверхсекретную русскую атомную подводную лодку «Призрак».
Экипаж «Призрака», данные о котором стерты из архивов, отправляется во вражеские воды в целях устрашения, но первый помощник капитана собирается развязать войну коварным нападением на Японию.

## В ролях
- Чхве Минсу[кор.] — Капитан
- Чон Усон — номер 431
- Соль Гёнгу[англ.] — номер 432
- Чон Ынпхё[англ.] — 981
- Ким Джонсок
- Ким Ёнхо[англ.]
- Мин Бокки[кор.]
- Сон Бёнхо[англ.]

## Награды
Был удостоен шести высших наград киноакадемии Южной Кореи «Большой колокол-2000» (англ. Grand Bell Awards, кор. 대종상 영화제), в том числе за лучшие спецэффекты, лучший звук и лучший монтаж.